# Rue du Colonel-Chambonnet (Lyon)
Il y a également une rue du Colonel-Chambonnet à Bron.
La rue du Colonel-Chambonnet, anciennement rue Bellecour, est une rue du 2e arrondissement de Lyon.

## Origine du nom
Cette rue est nommée en hommage au compagnon de la Libération Albert Chambonnet, né le 4 octobre 1903 à Bessèges (Gard) et mort exécuté par la Gestapo place Bellecour le 27 juillet 1944,.

## Histoire
Elle a successivement été appelée rue Louis-le-Grand (1821, puis 1870) et rue Bellecour (1848, puis 1871). Son nom actuel lui est attribué par délibération municipale du 23 avril 1945.

## Description

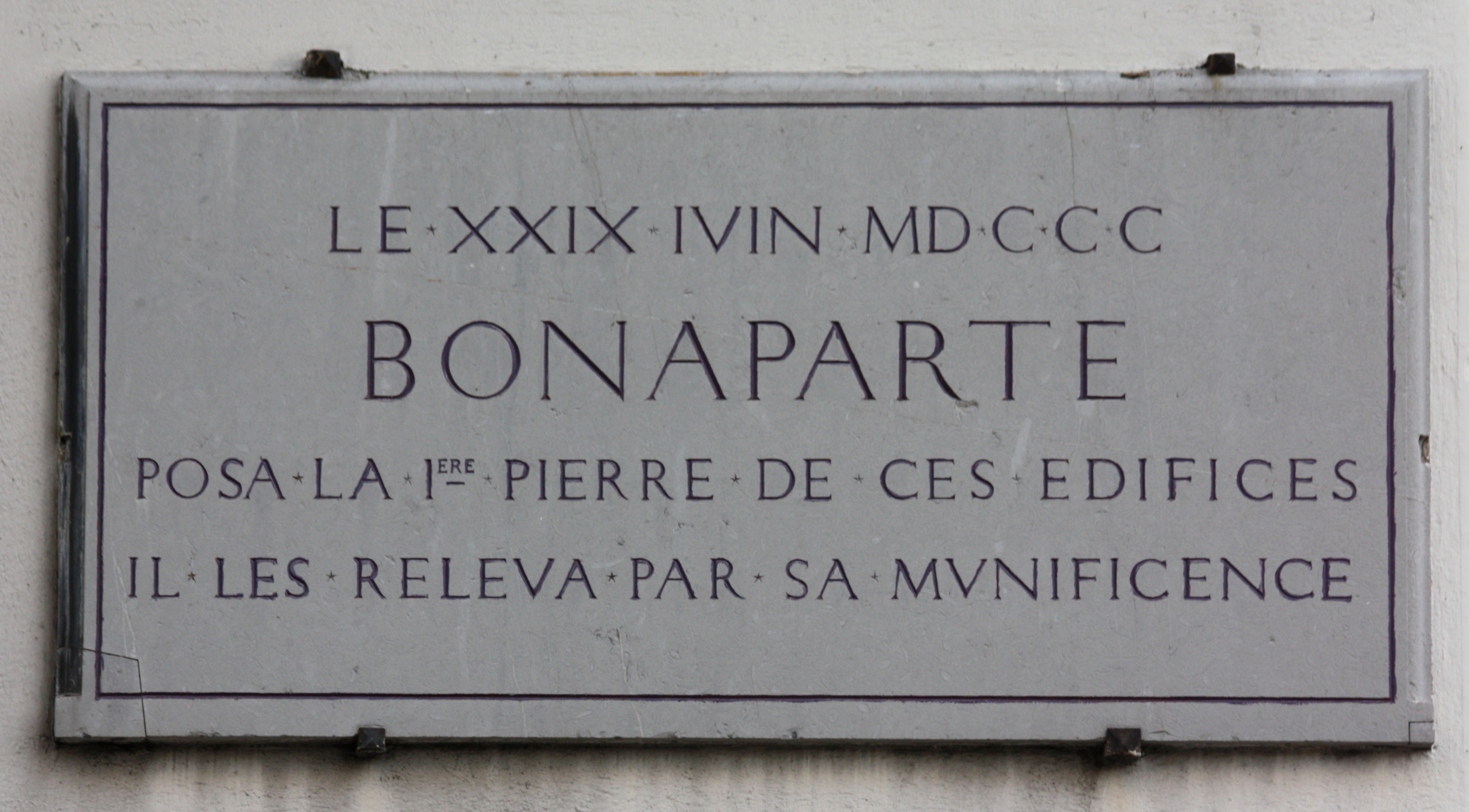
« Le XXIX JUIN MDCCC BONAPARTE posa la 1re pierre de ces édifices et les releva par sa munificence ».

Une plaque dans la rue rappelle la pose de la première pierre le 29 juin 1800 par Bonaparte de la reconstruction de la ville à la suite des destructions de la Révolution française.